# Pohjantie (Espoo)
Pohjantie est une rue du quartier de Tapiola à Espoo en Finlande.

## Présentation
Pohjantie est une route orientée sud-nord dans le sud-est d'Espoo.
Elle est entièrement située dans le quartier de Tapiola. 
Pohjantie commence à l'intersection avec Merituulentie, la route mesure environ un kilomètre de long et se termine à l'intersection de Kalevalantie. 
Le centre de Tapiola avec ses stations de métro est situé immédiatement au sud-est de Pohjantie.
Au sud de son intersection avec Merituulentie, la rue Pohjantie continue sous le nom d'Etelätuulentie, et plus loin sous le nom d'Etelätuulensilta, qui se termine dans le réseau de rues du quartier des petites maisons de Westend. 
Pohjantie est reliée à la Länsiväylä par Etelätuulensilta.
Sur le côté ouest de Pohjantie se trouve l'immeuble WeeGee, sur le côté Est se trouve le centre commercial Heikintori et l'église orthodoxe de Tapiola qui font partie du centre de Tapiola.

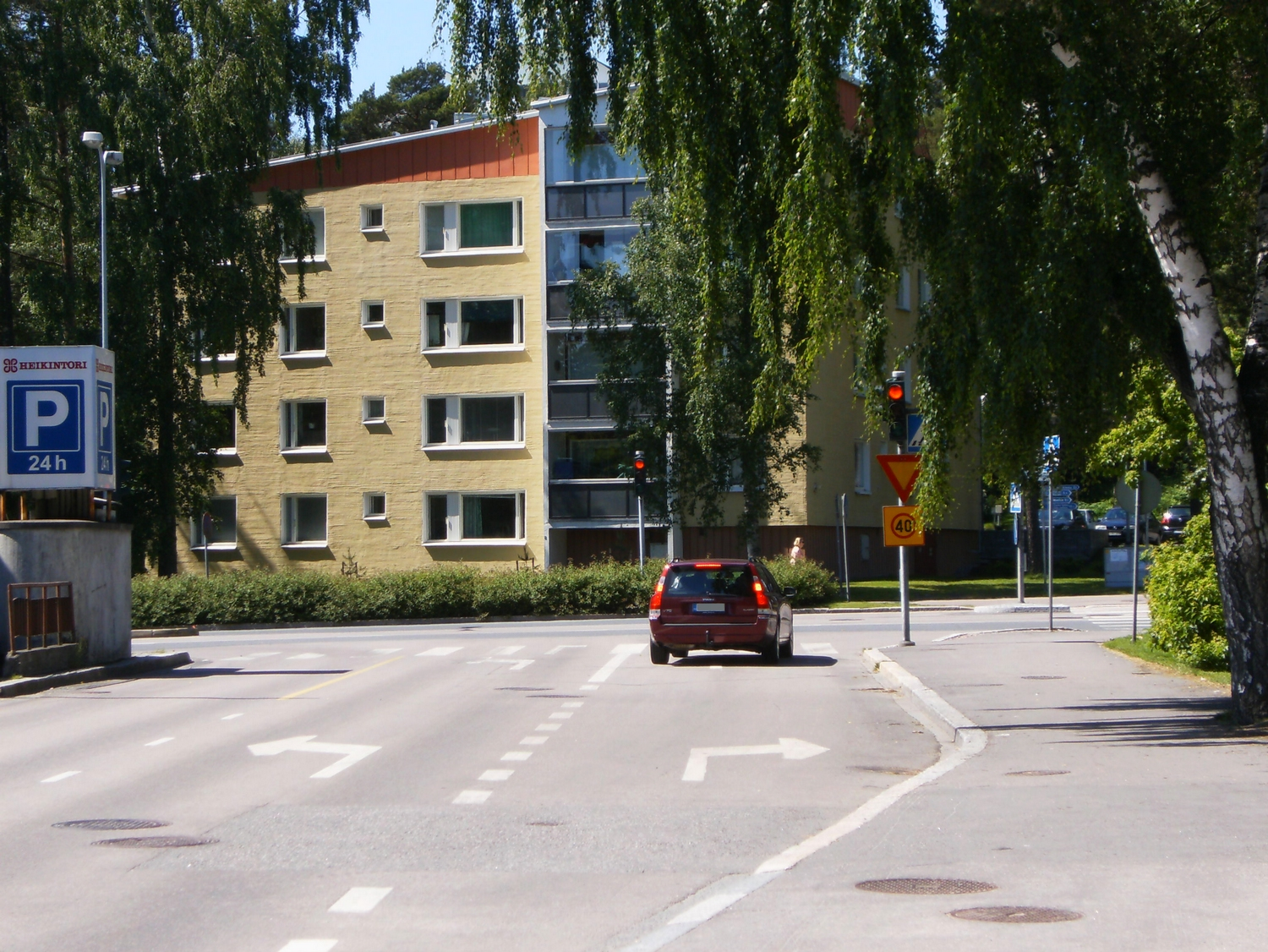
Croisement de Kauppamiehentie et de Pohjantie.